# Wiel Smets
Wiel Smets (Kessel-Eik, 27 juli 1950) is een voormalig Nederlands voetballer die tijdens zijn profloopbaan uitsluitend voor FC VVV uitkwam.
Smets speelde bij de amateurs achtereenvolgens voor Eiker Boys en VV Helden alvorens hij in 1970 zijn entree maakte in het betaald voetbal. In de openingswedstrijd van het seizoen 1970/71 maakte hij uit bij RBC direct zijn debuut als basisspeler. Hij gold als een alleskunner die op meerdere posities in alle linies inzetbaar was, maar bij VVV werd hij doorgaans ingezet als vleugelverdediger of middenvelder. In 1974 keerde Smets terug naar de amateurs.

## Clubstatistieken
| Seizoen         | Club            | Competitie      | Competitie | Competitie | Beker | Beker | Overige | Overige | Totaal | Totaal |
| Seizoen         | Club            | Competitie      | Wed.       | Dlp.       | Wed.  | Dlp.  | Wed.    | Dlp.    | Wed.   | Dlp.   |
| --------------- | --------------- | --------------- | ---------- | ---------- | ----- | ----- | ------- | ------- | ------ | ------ |
| 1970/71         | FC VVV          | Tweede divisie  | 25         | 2          | 1     | 0     | —       | —       | 26     | 2      |
| 1971/72         | FC VVV          | Eerste divisie  | 5          | 0          | 0     | 0     | —       | —       | 5      | 0      |
| 1972/73         | FC VVV          | Eerste divisie  | 25         | 1          | 1     | 0     | —       | —       | 26     | 1      |
| 1973/74         | FC VVV          | Eerste divisie  | 11         | 0          | 2     | 0     | —       | —       | 13     | 0      |
| Carrière totaal | Carrière totaal | Carrière totaal | 66         | 3          | 4     | 0     | 0       | 0       | 70     | 3      |